# Арамоаја (Њамц)
Арамоаја (рум. Arămoaia) насеље је у Румунији у округу Њамц у општини Тупилаци. Oпштина се налази на надморској висини од 263 m.

## Становништво
Према подацима из 2002. године у насељу је живело 139 становника, од којих су сви румунске националности.